# Malý Menderes
Malý Menderes (turecky Küçük Menderes) je řeka na západě Turecka (Izmirská provincie). Je 130 km dlouhá. Povodí má rozlohu 3500 km².

## Průběh toku
Pramení na jižních svazích hřbetu Bozdaglar. Teče převážně po rovině. Ústí do zálivu Kuşadası Egejského moře.

## Vodní stav
Řeka unáší velké množství pevných částic.

## Využití
Nedaleko ústí se nacházejí trosky starořeckého města Efes.